# 2016 Heinemann
2016 Heinemann este un asteroid din centura principală, descoperit pe 18 septembrie 1938 de Alfred Bohrmann.